# Правило Липинского
Правило Липински, также известное как правило пяти — эмпирическое правило, помогающее определить, обладает ли химическое соединение с определённой фармакологической или биологической активностью свойствами, делающими его перорально активным лекарственным средством для человека. Правило было сформулировано Кристофером Липински в 1997 году. Правило основано на наблюдении, что большинство перорально вводимых лекарств представляют собой относительно небольшие и умеренно липофильные молекулы.
Правило описывает молекулярные свойства, важные для фармакокинетики препарата в организме человека, включая его всасывание, распределение, метаболизм и выведение. Однако, правило не позволяет предсказать, является ли соединение фармакологически активным.
Это правило важно учитывать при создании лекарств, когда фармакологически активный препарат поэтапно оптимизируется для повышения активности и селективности соединения, а также для обеспечения поддержания физико-химических свойств, присущих соединениям, подчиняющимся правилу Липински. Соединения, соответствующие правилу Липинского, менее интенсивно расходуются во время клинических испытаний и, следовательно, имеют повышенную вероятность выхода на рынок.

Омепразол — распространенный лекарственный препарат, соответствующий правилу Липинского.

## Формулировка
Правило Липински гласит, что в общем случае перорально активный препарат должен нарушать не более одного из следующих условий:
- Не более 5 донорных водородных связей (общее количество азот-водородных и кислород-водородных связей);
- Не более 10 акцепторных водородных связей (общее количество атомов азота или кислорода);
- Молекулярная масса соединения менее 500 a.e.м.;
- Коэффициент распределения октанол-вода (log  P ), не должен превышать 5[6].

Необходимо отметить, что все числа кратны пяти, что объясняет происхождение названия правила.
Как и во многих других эмпирических правилах, таких как правила Болдуина для замыкания цикла, есть много исключений.